# Mr. Johnson, Your Room is on Fire
Mr. Johnson, Your Room is on Fire är ett album från 2005 av den svenske popsångaren Andreas Johnson. En ny version, med "Sing for Me", utkom 2006.

## Låtlista
1. Fools Like Us
2. Show Me XXXX
3. Sunshine of Mine
4. Caravan
5. Life Is
6. How Big Is America
7. Drop in the Ocean
8. Not Afraid
9. Exit New York
10. What If
11. Nobody Told Me (Such a Fool)
12. Still My World

### Mr Johnson, Your Room is on Fire, 2
1. Sing For Me
2. Fools Like Us
3. Show Me XXXX
4. Sunshine of Mine
5. Caravan
6. Life Is
7. How Big Is America
8. Drop in the Ocean
9. Not Afraid
10. Exit New York
11. What If
12. Nobody Told Me (Such a Fool)
13. Still My World
14. Sing for Me (akustisk demoversion)

## Medverkande
- Andreas Johnson - sång
- Peter Kvint - producent, gitarr, bas, klaviatur, melodica, pedal steel, vibrafon, orgel, slagverk
- Jerker Odelholm - bas
- Johan Lindström - gitarr, piano, pedal steel
- Andreas Dahlbäck - trummor, slagverk

## Listplaceringar
| Lista (2006) | Topplacering |
| ------------ | ------------ |
| Sverige      | 5            |